# Leo Gudas
Leo Gudas (* 20. Mai 1965 in Bruntál, Tschechoslowakei) ist ein ehemaliger tschechischer Eishockeyspieler und derzeitiger -trainer. Sei Sohn Radko ist ebenfalls Eishockeyspieler.

## Spielerkarriere
Während seiner Karriere spielte er ab 1983/84 bei HC Sparta Prag, HC Dukla Jihlava und HC Dukla Trenčín, bevor er zur Saison 1990/91 für zwei Jahre zu JYP Jyväskylä nach Finnland wechselte. Aus Finnland wechselte er nach Deutschland zum EC Hedos München zu Beginn der Saison 1992/93, von wo er noch während der Saison zurück zum HC Sparta Prag wechselte. Während der Saison 1993/94 wechselte er aus Prag in die Schweiz zum EHC Biel, bevor er zur Saison 1994/95 nach Norwegen zu den Spektrum Flyers wechselte. Nach der Saison wechselte er für die Saison 1995/96 zum HC Kometa Brno, bevor er von 1996 bis 1998 bei IF Troja-Ljungby in Schweden spielte. Danach spielte er zwischen 1998 und 2000 bei den Augsburger Panther in der Deutschen Eishockey Liga, bevor er zwischen 2000 und 2002 beim Heilbronner EC in der 2. Bundesliga spielte. Nach der Spielzeit 2002/03, in der er bei HC Berounští Medvědi spielte, beendete er seine aktive Spielerkarriere.

### International
Mit der tschechoslowakischen Nationalmannschaft nahm er zwischen 1989 und 1992 jeweils an der Eishockey-Weltmeisterschaft teil, zudem 1993 mit der tschechischen Nationalmannschaft. Darüber hinaus spielte er mit der Tschechoslowakei bei den Olympischen Winterspielen 1992 in Albertville und dem Canada Cup 1991. Bei den Olympischen Winterspielen errang er dabei die Bronzemedaille, genauso wie bei den Weltmeisterschaften 1989, 1990, 1992 und 1993.

## Trainerkarriere
In der Saison 2004/05 war Leo Gudas Assistenztrainer unter Slavomír Lener beim HC Sparta Prag.
Zwischen 2007 und 2009 war Gudas als Assistenztrainer beim BK Mladá Boleslav tätig, der in dieser Zeit den Aufstieg von der 1. Liga in die Extraliga schaffte. Für die Saison 2009/10 nahm er seinen ersten Cheftrainerposten beim SK Kadaň aus der 1. Liga an. Dieses Engagement endete jedoch vorzeitig, und so kehrte er zur Saison 2010/11 als Assistent zu Mladá Boleslav zurück. Der Erfolg der ersten Amtszeit stellte sich aber nicht ein und so musste er gemeinsam mit seinem Amtskollegen Jan Tlačil den Klub Ende Oktober 2010 verlassen. Zur Saison 2011/12 nahm Gudas einen Assistenztrainerposten beim HC Most aus der 1. Liga an.
Im Januar 2012 wurde Gudas Sportmanager der Piráti Chomutov, später auch Assistenztrainer der Profimannschaft.

## Erfolge und Auszeichnungen
| - 1990 Tschechoslowakischer Meister mit dem HC Sparta Prag - 1990 All-Star-Team der 1. Liga - 1991 Matti-Keinonen-Trophäe - 1991 All-Star-Team der SM-liiga - 1991 Beste Plus/Minus-Statistik der SM-liiga | - 1992 Finnischer Vizemeister mit JYP Jyväskylä - 1992 Zweites All-Star-Team der SM-liiga - 1993 Tschechoslowakischer Meister mit dem HC Sparta Prag - 2008 Meister der 1. Liga und Aufstieg in die Extraliga mit dem BK Mladá Boleslav (als Assistenztrainer) |

### International
| - 1985 Silbermedaille bei der Junioren-Weltmeisterschaft - 1989 Bronzemedaille bei der Weltmeisterschaft - 1990 Bronzemedaille bei der Weltmeisterschaft - 1992 Bronzemedaille bei den Olympischen Winterspielen | - 1992 Bronzemedaille bei der Weltmeisterschaft - 1992 Zweites All-Star-Team der Weltmeisterschaft - 1993 Bronzemedaille bei der Weltmeisterschaft |

## Karrierestatistik

### International
Vertrat die Tschechoslowakei bei:
- U20-Junioren-Weltmeisterschaft 1985
- Weltmeisterschaft 1989
- Weltmeisterschaft 1990
- Canada Cup 1991
- Weltmeisterschaft 1992
- Olympischen Winterspielen 1992

Vertrat Tschechien bei:
- Weltmeisterschaft 1993

(Legende zur Spielerstatistik: Sp oder GP = absolvierte Spiele; T oder G = erzielte Tore; V oder A = erzielte Assists; Pkt oder Pts = erzielte Scorerpunkte; SM oder PIM = erhaltene Strafminuten; +/− = Plus/Minus-Bilanz; PP = erzielte Überzahltore; SH = erzielte Unterzahltore; GW = erzielte Siegtore; 1 Play-downs/Relegation; Kursiv: Statistik nicht vollständig)